# Tetralonia obscuriceps
Tetralonia obscuriceps är en biart som beskrevs av Heinrich Friese 1916. Tetralonia obscuriceps ingår i släktet Tetralonia och familjen långtungebin. Inga underarter finns listade i Catalogue of Life.